# Gongen

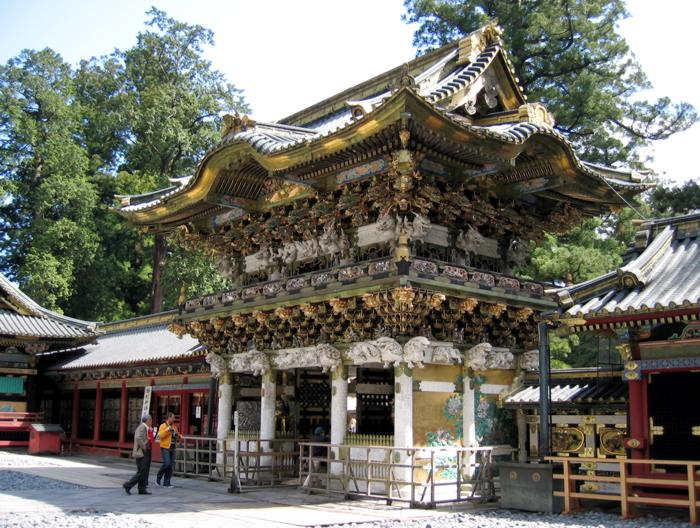
En el Nikkō Tōshō-gū se venera a Tokugawa Ieyasu bajo el nombre póstumo de Tōshō Daigongen.

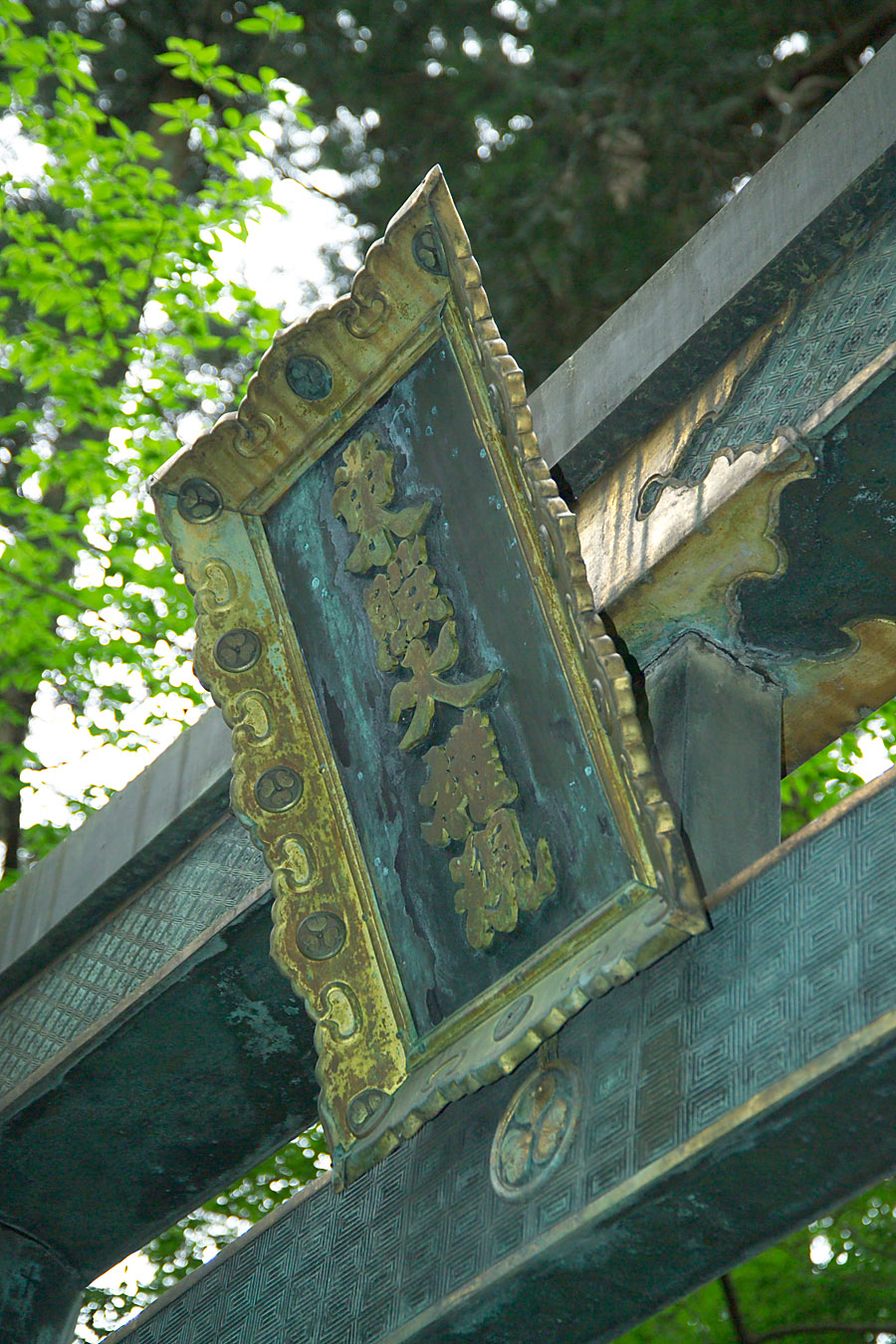
Tabla en el torii del Nikko Tōshō-gū donde puede leerse "Tōshō Daigongen" (caligrafía del emperador Go-Mizunoo).

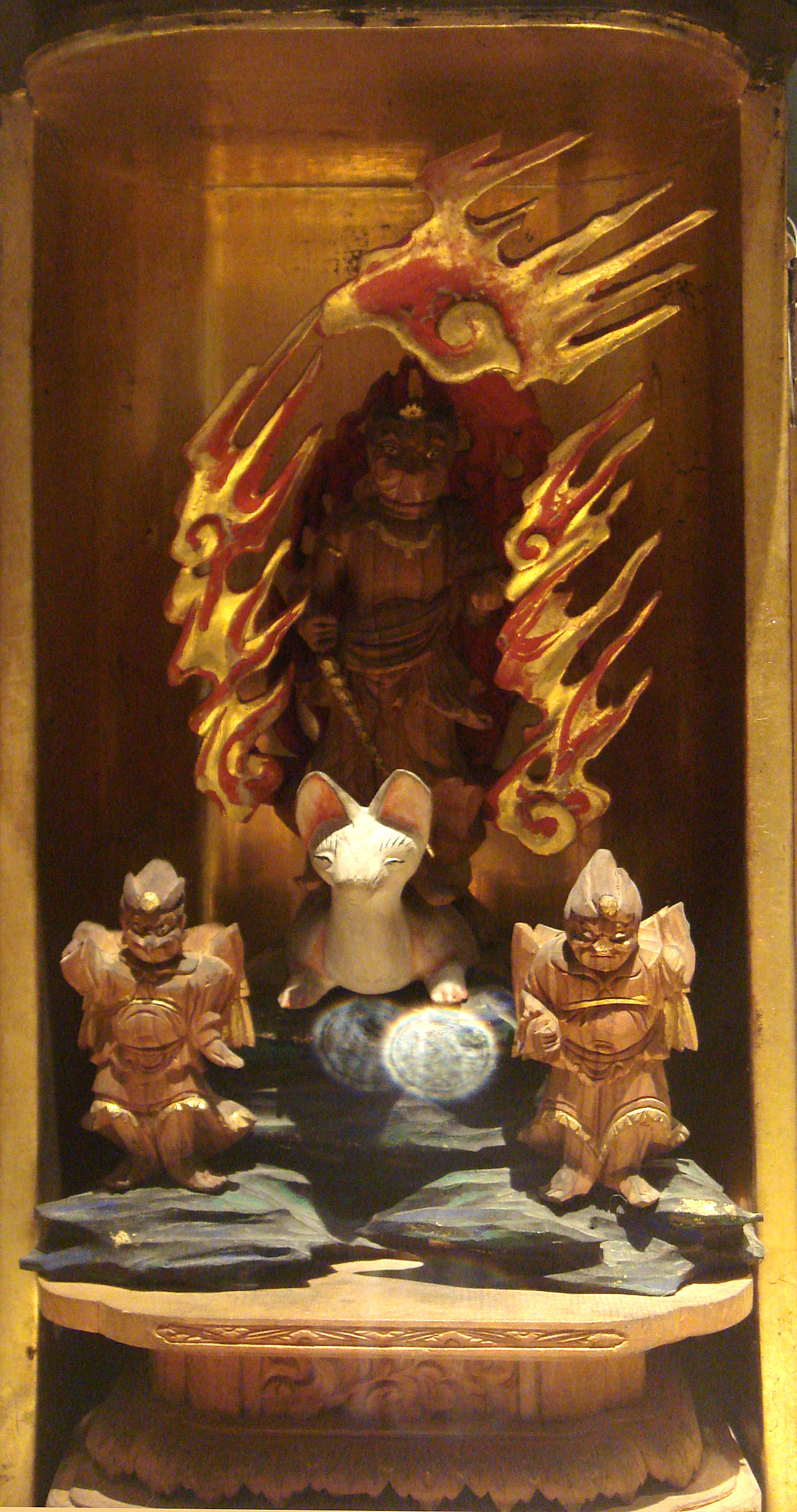
Representación de Izuna Gongen como kami del Monte Izuna.

Un  (権現 ''gongen''?) (en sánscrito, avatara), literalmente 'encarnación', se creía que era la manifestación de un buda en la forma de un kami indígena, que había venido a guiar a la gente a su salvación, durante la era del shinbutsu-shūgō en el Japón premoderno. Las palabras  (権化 gonge?) y  (化現 kegen?) son sinónimos de gongen.  (権現信仰 Gongen shinkō?) es el término usado para creer en la existencia de los gongen.
El concepto gongen es la piedra angular de la teoría del honji suijaku, según la cual las deidades budistas eligen aparecer a los japoneses como kami nativos para salvarlos, basado en la noción budista Mahayana del upaya, 'los medios convenientes'.

## Historia
A veces se supone que la palabra gongen deriva de Tōshō Daigongen, el nombre póstumo de Tokugawa Ieyasu. Sin embargo, el término fue creado y comienza a usarse a mitad del período Heian para armonizar el budismo y el sintoísmo en lo que se llama shinbutsu shūgō, o sincretismo de kamis y budas. En ese tiempo, la suposición de que los budas y los kamis japoneses son esencialmente lo mismo, evoluciona hacia una teoría llamada honji suijaku (本地垂迹?), que sostiene que los kamis nativos son manifestaciones o avatares de los budas, bodhisattvas y otras deidades budistas.
La teoría se extendió gradualmente a todo el país y el concepto de gongen, una entidad mixta compuesta de un buda y un kami, evolucionó. Bajo la influencia del Budismo Tendai y Shugendō, el concepto de gongen se adaptó a las creencias religiosas asociadas al Monte Iwaki, un volcán, de modo que la kami Kuniyasutamahime se asoció con Avalokiteśvara ekadaśamukha (Jūichimen Kannon Bosatsu (la "bosatsu Kannon de las once caras"), el kami Ōkuninushi con Bhaisajyaguru (Yakushi Nyōrai) y Kunitokotachi con Amitābha (Amida Nyōrai).
El título de gongen comenzó a asociarse a los nombres de los kami y se construyeron santuarios dentro de los terrenos de los grandes templos budistas para venerar a sus kami tutelares. Durante la Edad Media japonesa, los santuarios comenzaron a ser denominados con el nombre gongen para subrayar sus vínculos con el budismo. Por ejemplo, en el este de Japón todavía hay muchos santuarios del Monte Haku donde el santuario se denomina gongen o jinja. Debido a que representa la aplicación de la terminología budista a los kami nativos, el uso del término fue legalmente abolido en la Restauración Meiji mediante la Orden de separación del Sintoísmo y el Budismo (神仏判然令 Shin-butsu Hanzenrei?) y desde ese momento, los santuarios comenzaron a denominarse jinja.

## Gongen de Japón
Algunos gongen conocidos en Japón.
- Izuna Gongen (飯網の権現?), también llamado 'Izuna Myōjin' y consagrado en el Santuario Izuna en Nagano, es similar a un tengu y representa al kami del Monte Iizuna.[5] Se considera que es una encarnación de Inari, que también confiere orígenes indígenas a esta divinidad del arroz. Ambos son necesarios para obtener buenas cosechas y éxito en los negocios en general.
- Izusan Gongen (伊豆山権現?) o Hashiri-yu Gongen (走湯権現?) es el espíritu de una fuente termal en Izusan, una colina en la Prefectura de Shizuoka y es venerado en el Izusan Jinja.[6]
- Kumano Gongen (熊野権現?), también conocido como Tres Montañas de Kumano (Kumano Sanzan) (熊野三山?).[7][8] Los kami consagrados en los tres Grandes Santuarios de Kumano Sanzan y venerados en los santuarios de Kumano son las tres montañas de Kumano: Hongū, Shinge y Nachi.[7]
- Seiryū Gongen (清滝権現?) fue consagrado en Jingo-ji en Takao como kami tutelar del Budismo Shingon por Kūkai.[9]
- Tōshō Daigongen (東照大権現?) es uno de los ejemplos más famosos de gongen, representando a Tokugawa Ieyasu póstumamente consagrado en los llamados santuarios Tōshō-gū, presentes en todo Japón. El santuario original es el Nikkō Tōshō-gū en Nikkō.
- Zaō Gongen (蔵王権現?) o Kongō Zaō Bosatsu (金剛蔵王菩薩?) es una deidad adorada en Shugendō.[10]